# Lal Wa Sarjangal
Lal Wa Sarjangal è un centro abitato dell'Afghanistan situato nella provincia del Ghowr; è capoluogo dell'omonimo distretto. Si trova a quota 2.862 m s.l.m.